# Wipeout HD
Wipeout HD és un videojoc de curses futurista desenvolupat per Sony Studio Liverpool i publicat per Sony Computer Entertainment per a PlayStation 3. És la vuitena entrega de la sèrie WipEout i es va publicar per primera vegada a la PlayStation Network el 25 de setembre de 2008 tant a Europa com al nord. Amèrica i el 29 d'octubre de 2008 al Japó. Un gran pack d'expansió titulat Wipeout HD Fury va ser llançat a tot el món a través de PlayStation Network a tot el món el 23 de juliol de 2009. Una versió minorista va ser disponible posteriorment a Europa el 16 d'octubre de 2009.